# Aperturní maskovací interferometrie

Princip aperturní maskovací interferometrie.

Aperturní maskovací interferometrie je forma skvrnové interferometrie, umožňující difrakčně omezené zobrazování pozemskými dalekohledy. Tato technika umožňuje pozemními dalekohledy dosáhnout maximálního možného rozlišení, takže pozemské dalekohledy s velkým průměrem vytvářejí daleko ostřejší snímky než například Hubbleův kosmický dalekohled. Hlavním omezením této metody je, že obstojně funguje pouze pro relativně jasné astronomické objekty. Maska je umístěna přes dalekohled, který propouští světlo pouze přes malý počet otvorů. Toto pole děr se chová jako miniaturní astronomický interferometr. Tato metoda byla vyvinuta astrofyzikem Johnem E. Baldwinem a spolupracovníky skupiny Cavendish.